# Élections municipales québécoises de 1997
Les élections municipales québécoises de 1997 sont les scrutins tenus le 2 novembre 1997 dans certaines municipalités du Québec. Elles permettent de déterminer les maires et/ou les conseillers de ces municipalités.
Les élections ont notamment lieu à Québec et à Verdun.

## Québec

### MAIRE
| CANDIDAT           | PARTI                        | VOIX   | SUFFRAGES | NOTES |
| ------------------ | ---------------------------- | ------ | --------- | ----- |
| Jean-Paul L'Allier | Rassemblement populaire      | 22 075 | 40,0 %    | ÉLU   |
| Jean-Guy Lemieux   | Parti des citoyens de Québec | 17 322 | 31,4 %    |       |
| Georges Lalande    | Progrès civique              | 14 886 | 27,0 %    |       |
| Patrice Fortin     | Indépendant                  | 857    | 1,6 %     |       |
|                    |                              |        |           |       |
| TOTAL              | TOTAL                        | 55 140 | 100,0 %   |       |

### Conseil municipal
| PARTI                        | SIÈGES AU CONSEIL |
| ---------------------------- | ----------------- |
| Progrès civique              | 7 / 20            |
| Parti des citoyens de Québec | 6 / 20            |
| Rassemblement populaire      | 5 / 20            |
| Indépendent                  | 1 / 20            |